# Bouchra Mabrouki
Pour les articles homonymes, voir Mabrouki.
Bouchra Mabrouki, née le 27 mai 1996, est une escrimeuse marocaine.

## Carrière
Bouchra Mabrouki est médaillée de bronze en épée par équipe aux Jeux africains de 2019.